# تاجوج (عمارة)

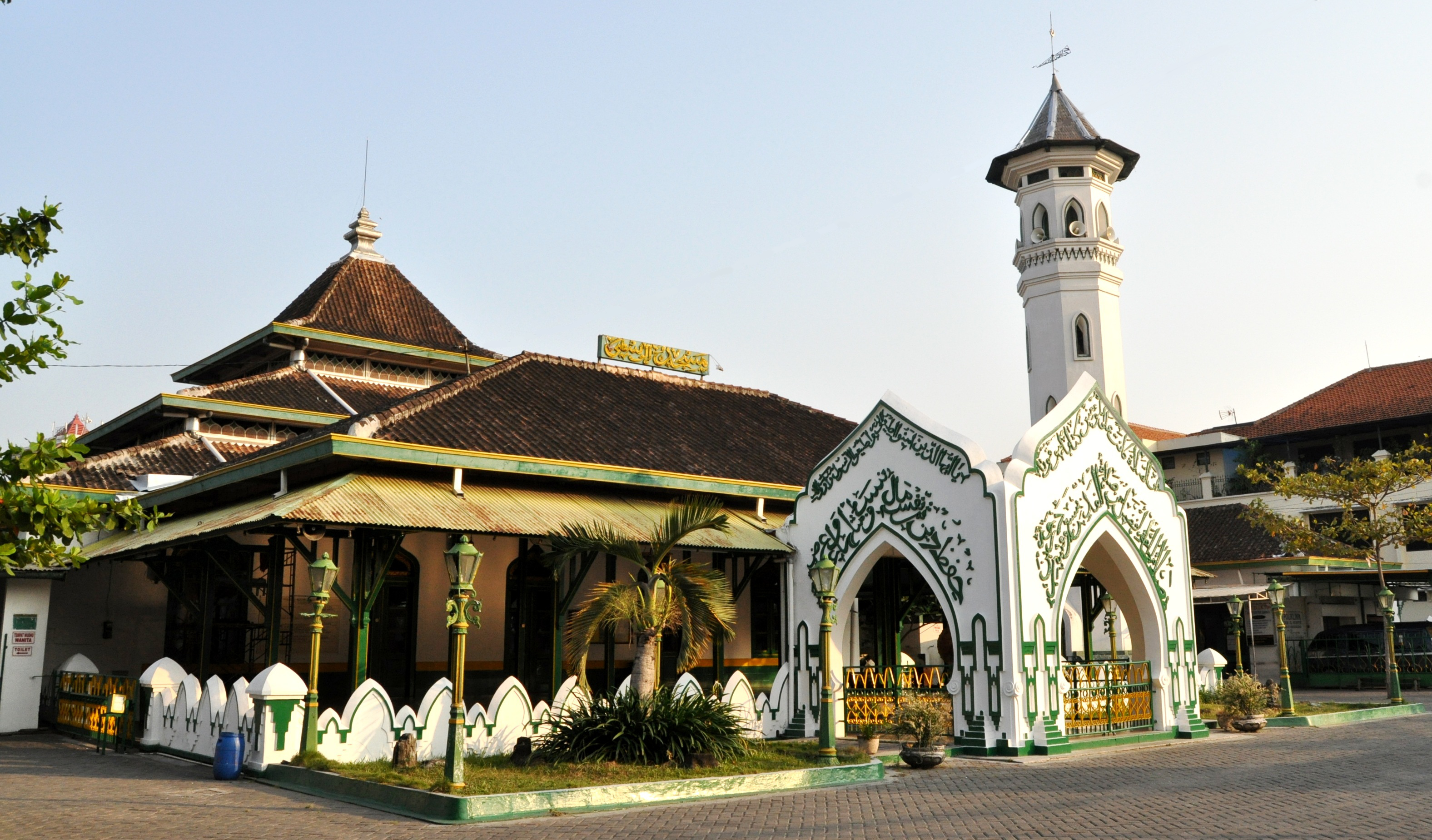
تاجوج يُرى هنا على سطح مسجد Wustho Mangkunegaran، سوراكارتا.

تاجوج هو مربع هرمي أو هرم (أي قاعدة مربعة متساوية الأضلاع وذات قمة) الزخرفة التي تستخدم عادة للمباني المقدسة في جنوب شرق آسيا بما في ذلك إندونيسيا، مثل مسجد أو قبة مقبرة. تعتبر مشتقة من العمارة الهندية والصينية، والتي لها تاريخ منذ عصور ما قبل الإسلام، على الرغم من وجود عنصر تأثير من المساجد الهندية. يستخدم مصطلح تاجوج أيضًا للإشارة إلى المساجد أو سوراو (مبنى التجميع الإسلامي) في بعض مناطق إندونيسيا.